# 恩利湖
恩利湖是愛沙尼亞的湖泊，由沃魯縣負責管轄，海拔高度156米，長0.4公里、寬0.3公里，面積0.08平方公里，湖岸線長度1.06公里，平均水深5.5米，湖中沒有島嶼。